# Bernardo d'Albi
Bernardo d'Albi (Bernard d'Albi in francese, Bernat d'Albi in occitano), spesso soprannominato il Cardinale di Rodez, (Saverdun, ... – Avignone, 23 novembre 1350) è stato un cardinale, vescovo cattolico e poeta francese.

## Attività sotto Benedetto XII
Bernardo nacque verso la fine del XIII secolo a Saverdun, borgo nella diocesi di Pamiers ai piedi dei Pirenei.
Laureato in diritto canonico, era cameriere pontificio e decano della cattedrale di Beauvais quando il 31 gennaio 1336 fu nominato vescovo di Rodez dal suo conterraneo papa Benedetto XII. Si insediò formalmente nella sua nuova diocesi il successivo 15 agosto. Con uno statuto promulgato il 26 ottobre 1336, Bernardo riservò la metà delle rendite beneficiarie vacanti della diocesi per finanziare i lavori di restauro della cattedrale "...a causa dell'estrema necessità e indigenza della fabbrica della Chiesa di Rodez". Durante il suo episcopato a Rodez, si vide dedicare da Raimondo Acgerii il suo commentario alla Politica di Aristotele. Anche Pietro di Corveheda gli dedicò il suo commentario all'Etica Nicomachea.
Nel 1337, il pontefice inviò Bernardo come legato pontificio in Aragona, Castiglia e Portogallo: la sua missione era porre termine alle ostilità tra Alfonso XI di Castiglia e Alfonso IV del Portogallo (come riportato nelle sue istruzioni scritte datate 16 giugno 1337).
Il 18 dicembre 1338, papa Benedetto XII tenne un concistoro nel quale nominò sette nuovi cardinali, tra i quali anche Bernardo d'Albi, che ricevette il titolo di San Ciriaco alle Terme Diocleziane. Tuttavia Bernardo era ancora in Spagna (da cui avrebbe fatto ritorno ad Avignone solo il 2 agosto 1339) e il papa gli inviò una lettera il giorno successivo per informarlo della sua promozione. Nella stessa occasione, Bernardo fu inoltre sollevato dall'incarico episcopale e il suo successore fu nominato il seguente 27 gennaio.
Il 16 febbraio 1339, il neocardinale ricevette anche i benefici del priorato di Sourzac nella diocesi di Poitiers e del priorato benedettino di Donchery nella diocesi di Reims (una dipendenza dell'abbazia di San Medardo di Soissons). Nei mesi successivi fu inoltre nominato prevosto dell'abbazia di Favières nella diocesi di Soissons, arcidiacono magno della diocesi di Tarragona e infine canonico, prebendario e arcidiacono della diocesi di Saintes. In ciascuna occasione il pontefice dovette concedergli una speciale dispensa che gli permettesse di ricoprire incarichi in diverse diocesi. Bernardo usò le rendite derivanti da questi benefici per mantenere il suo dispendioso stile di vita presso la corte papale, mentre i vari oneri amministrativi furono adempiuti tramite delegati.

## Attività sotto Clemente VI
Bernardo partecipò al conclave del 1342, nel quale fu eletto papa Clemente VI.
Nel 1343, il nuovo pontefice inviò nuovamente Bernardo in Spagna, stavolta per occuparsi della guerra scoppiata tra Giacomo III di Maiorca e suo cugino Pietro IV d'Aragona.
Nel 1346, Clemente VI entrò in una disputa con Enrico di Virneburgo, arcivescovo di Magonza e principe elettore, che fu messo in stato di accusa: la motivazione ufficiale era il sospetto di mire scismatiche da parte dell'arcivescovo, ma si trattò in realtà di un atto punitivo per il suo supporto a Ludovico il Bavaro, alla quale il pontefice era avverso. Quando a Enrico fu ordinato di presentarsi ad Avignone per essere giudicato e questi si rifiutò, Clemente affidò il caso a Bernardo, incaricandolo di svolgere le dovute indagini e di determinare i fatti; tuttavia il linguaggio utilizzato da Clemente lasciava pochi dubbi sul fatto che si aspettasse una sentenza di colpevolezza. Enrico fu condannato e deposto il 7 aprile 1346. Il successivo 22 aprile, Bernardo e altri undici cardinali presenziarono al giuramento di Carlo di Moravia come imperatore del Sacro Romano Impero.
Il 19 Gennaio 1349, Bernardo d'Albi fu promosso a cardinale vescovo, prendendo il posto del cardinale Jean-Raymond de Comminges sulla sede di Porto-Santa Rufina.
Morì il 13 novembre 1350 ad Avignone e fu seppellito nella cattedrale della città, nella stessa cappella in cui giaceva Benedetto XII.

## Rapporti con Petrarca
Il cardinale Bernardo fu amico personale e corrispondente di Francesco Petrarca. Si considerava un poeta e sottopose all'aretino i suoi componimenti, ai quali il Petrarca rispose con limitato entusiasmo. In un'occasione, il Petrarca inviò a Bernardo un manoscritto contenente il Commentario all'Eneide di Virgilio di Servio Mario Onorato.

## Successione apostolica
La successione apostolica è:
- Vescovo Giovanni di Meißen (1350)